# Râul Valea Morii, Vișeu
Râul Valea Morii este un curs de apă, afluent al Vișeu. 
Izvor: vf. Maxínu (Máximu) (1219 m) 
Este un pârâu cu debit mare 